# چانه‌زنی دسته‌جمعی
چانه‌زنی دسته جمعی یا چانه‌زنی جمعی فرایندی از مذاکره بین کارفرمایان و گروهی از کارگران در جهت تنظیم دستمزد کار، شرایط کاری، مزایا و جنبه‌های دیگر مزد کارگران و حقوق برای کارگران است. منافع کارکنان معمولاً توسط نمایندگان یک اتحادیه کارگری که کارکنان آن تعلق دارند، ارائه می‌شوند. توافقنامه‌های جمعی که توسط این مذاکرات به دست می‌آید معمولاً مقیاس‌های دستمزد، ساعات کار، آموزش، بهداشت و ایمنی، اضافه کاری، مکاتبات شکایات و حقوق شرکت در محل کار یا امور شرکت را تعیین می‌کنند.
اتحادیه می‌تواند با یک کارفرمای واحد (که معمولاً نمایندگان سهامداران شرکت) مذاکره می‌کند یا می‌تواند با گروهی از شرکت‌های تجاری، بسته به کشور، مذاکره کند تا به یک توافق کلی در زمینه صنعت دست یابد. یک توافقنامه جمعی به عنوان یک قرارداد کار بین کارفرمایان و یک یا چند اتحادیه عمل می‌کند. معامله جمعی متشکل از روند مذاکره بین نمایندگان اتحادیه و کارفرمایان است (به‌طور کلی توسط مدیریت یا در برخی از کشورها مانند اتریش، سوئد و هلند توسط یک سازمان کارفرمایان) در رابطه با شرایط و شرایط استخدام از کارکنان، مانند دستمزد، ساعت کار، شرایط کاری، رویه‌های شکایت و حقوق و مسئولیت‌های اتحادیه‌های کارگری. احزاب اغلب به نتیجه مذاکرات به عنوان یک توافقنامه توافق‌نامه جمعی (CBA) یا به عنوان یک توافقنامه استخدامی مشترک (CEA) اشاره می‌کنند.

## تاریخچه

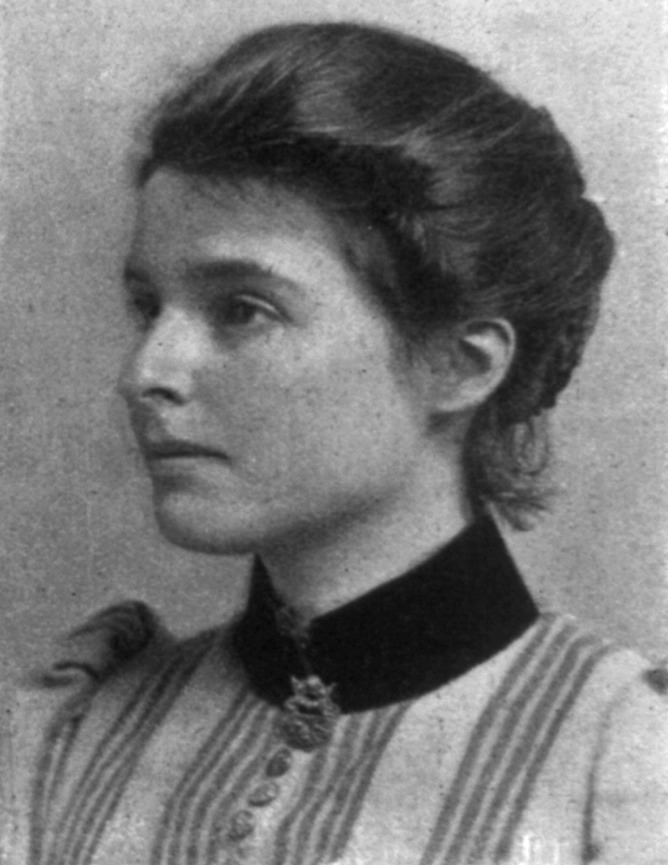
بئاتریس وب در ۱۸۹۴

اصطلاح «چانه زنی جمعی» برای اولین بار در سال ۱۸۹۱ توسط بئاتریس وب به عنوان بنیان‌گذار زمینه روابط صنعتی در بریتانیا مورد استفاده قرار گرفت. [۲] این اشاره به نوع مذاکرات و توافق‌های جمعی است که از زمان اتحادیه‌های کارگری در طول قرن ۱۸ میلادی وجود داشته‌است.
در ایالات متحده، قانون روابط ملی کارگری سال ۱۹۳۵ هر کارفرمای غیرقانونی را برای انکار حقوق اتحادیه برای یک کارمند غیرقانونی اعلام کرد. مسئله اتحاد کارکنان دولت در اتحادیه‌های کارگری بخش عمومی تا سال‌های ۱۹۵۰ بسیار بحث‌برانگیز بود. در سال ۱۹۶۲، رئیس‌جمهور جان اف کندی یک دستورالعمل اجرایی داد که کارمندان فدرال حق تشکیل اتحادیه را صادر کردند.
مسئله صلاحیت رسیدگی در دادگاه ملی روابط کار در مقابل اسقف کاتولیک شیکاگو (۱۹۷۹) زمانی که دیوان عالی تصریح کرد که هیئت ملی روابط کار (NLRB) نمی‌تواند ادعایی در مورد یک مدرسه تحت عمل کلیسا را به اثبات برساند، زیرا این صلاحیت نقض اول اصلاحات اصلاحی آزادی مذهب و جدایی کلیسا از دولت.

## حمایت بین‌المللی
حق تقدم معامله به‌طور کلی از طریق توافقات بین‌المللی حقوق بشر به رسمیت شناخته شده‌است. ماده ۲۳ اعلامیه جهانی حقوق بشر توانایی سازماندهی اتحادیه‌های کارگری را به عنوان یک حقوق اساسی بنیاد می‌داند. [۵] ماده ۲ (الف) اعلامیه سازمان بین‌المللی کار در مورد اصول و حقوق بنیادین در کار «آزادی اجتماعات و شناخت مؤثر حق چانه زنی جمعی» را به عنوان یک حق ضروری برای کارگران تعریف می‌کند. [۶] آزادی انجمن و حمایت از حق کنوانسیون در سال 1948 (C087) و چندین کنوانسیون دیگر، به‌طور خاص از ایجاد معاهدات بین‌المللی در زمینه ایجاد استانداردهای بین‌المللی کار جلوگیری می‌کند که کشورهای را از نقض حقوق کارگران برای معامله و به‌طور جمعی محروم سازد.
در ماه ژوئن ۲۰۰۷، دیوان عالی کانادا به‌طور گسترده‌ای در مورد چگونگی تعاملات جمعی را به عنوان یک حق انسانی بررسی کرد. دادگاه مشاهدات زیر را در رابطه با انجمن اتحادیه خدمات Bargaining v. بریتیش کلمبیا ارائه می‌دهد:
حق هماهنگی با کارفرمایان، کرامت انسانی، آزادی و استقلال کارگران را افزایش می‌دهد و به آن‌ها فرصت می‌دهد تا بر پایه قوانین محل کار تأثیر بگذارد و بدین ترتیب شاهد یک جنبه مهم زندگی خود یعنی کار آن‌ها باشیم … چانه زنی جمعی نه صرفاً یک ابزار برای دنبال کردن اهداف خارجی است و نه صرفاً به عنوان یک تجربه در حوزه حکومت خود ارزشمند است … چارچوب‌های جمعی کارگران را به رسیدن به یک شکل دموکراسی در محل کار و حصول اطمینان از حاکمیت قانون در محل کار اجازه می‌دهد. کارگران صدایی برای تأثیرگذاری بر ایجاد قوانینی که جنبه اصلی زندگی خود را کنترل می‌کنند، به دست می‌آورند.

## یافته‌های تجربی
اعضای اتحادیه و سایر کارگران تحت پوشش قراردادهای جمعی، به‌طور متوسط، یک دستمزد را در برابر همتایان خود (یا کشف نشده) دریافت می‌کنند. چنین نشانه گذاری به‌طور معمول ۵ تا ۱۰ درصد در کشورهای صنعتی است. [۹]
اتحادیه‌ها تمایل دارند توزیع درآمد را، به ویژه بین کارگران ماهر و غیر متخصص، برابر کنند. [۹]
کاهش رفاه اجتماعی مرتبط با اتحادیه‌ها ۰٫۲ تا ۰٫۵ درصدی تولید ناخالص داخلی است که مشابه انحصار در بازارهای محصولات است.

## ایالات متحده
در ایالات متحده، قانون ملی روابط کار (۱۹۳۵) بیشترین توافقنامه‌های جمعی را در بخش خصوصی پوشش می‌دهد. این قانون باعث می‌شود که کارفرمایان به دلیل عضویت اتحادیه خود یا اعمال زور علیه آن‌ها برای شرکت در کمپین یا سایر فعالیت‌های هماهنگ، برای ایجاد اتحادیه‌های کارگری، یا از اتحادیه ای که کارکنان خود را نمایندگی می‌کند، حاضر به شرکت در معامله‌های جمعی نیستند. همچنین غیرقانونی است که مستلزم هر کارمند برای پیوستن به اتحادیه به عنوان شرط اشتغال باشد. [۱۰] اتحادیه‌ها همچنین قادر به تأمین شرایط کاری و پرداخت عادلانه برای کار خود هستند.
در محل کار که اکثریت کارگران برای نمایندگی اتحادیه رأی داده‌اند، یک کمیته کارکنان و نمایندگان اتحادیه با مدیران قراردادی راجع به دستمزد، ساعت، مزایا و شرایط و دیگر شرایط استخدام، مانند حفاظت از پایان کار بدون تنها دلیل. مذاکره فردی ممنوع است پس از آنکه کمیته کارگری و مدیریت بر قرارداد توافق کرده‌اند، پس از آن به رأی همه کارگران در محل کار منتقل می‌شود. اگر تصویب شود، قرارداد معمولاً برای یک مدت مشخص سال، و زمانی که این اصطلاح بالا می‌آید، پس از آن دوباره بین کارمندان و مدیریت بازنگری می‌شود. گاهی اوقات اختلافات در مورد قرارداد اتحادیه وجود دارد؛ این به ویژه در مواردی که کارگران اخراج نمی‌شوند فقط در یک محل کار در اتحادیه کار می‌کنند. این‌ها به دادگاه می‌روند که مشابه یک دادرسی غیررسمی است؛ یک داور خنثی سپس تصمیم می‌گیرد که آیا خاتمه یا نقض قرارداد دیگر وجود دارد یا خیر، و در صورتی که صادر شود، دستورالعمل آن را تصحیح می‌کند.
در ایالات متحده در ایالات متحده [۱۱] کارکنانی که در یک فروشگاه اتحادیه کار می‌کنند ممکن است از پرداخت هزینه نمایندگی (مانند جلسات انضباطی) در صورت همکاری کارمندان خود در قرارداد امنیتی اتحادیه خود در قرارداد خود با مدیریت مذاکره کنند. هزینه‌ها معمولاً ۱–۲٪ از پرداخت می‌شود. با این حال، اعضای اتحادیه و سایر کارگران تحت پوشش قراردادهای جمعی، به‌طور متوسط، درآمد ۵ تا ۱۰ درصد نسبت به همتایان غیرنظامی خود (یا کشف نشده) را دریافت می‌کنند. [۹] بعضی ایالت‌ها، به ویژه در مناطق جنوب غربی و جنوب شرقی ایالات متحده، قوانین امنیتی اتحادیه را ممنوع کرده‌اند؛ این امر می‌تواند موجب اختلاف نظر شود، زیرا برخی از اعضای خالص قرارداد اتحادیه اجازه می‌دهند از پرداخت هزینه‌های مربوط به هزینه‌های مذاکره در قرارداد جلوگیری کنند. بدون توجه به ایالت، دیوان عالی کشور تصریح کرده‌است که این قانون مانع از پرداخت هزینه‌های اتحادیهٔ شخصی بدون رضایت برای تأمین هزینه‌های سیاسی می‌شود که ممکن است با سیاست شخصی فرد مخالف باشد. در عوض، در ایالت‌هایی که مقررات امنیت اتحادیه مجاز هستند مجاز است، چنین مخالفین ممکن است تصمیم بگیرند که فقط نسبت هزینه‌هایی را که مستقیماً به سمت نمایندگی کارگران است پرداخت کنند. [۱۲]
انقلاب صنعتی موجب شد تا سازماندهی نیروی کار در ایالات متحده را به ارمغان بیاورد. [نیازمند منبع] فدراسیون کارگری آمریکا در سال ۱۸۸۶ شکل گرفت، و موجبات اختیاری برای کارگران مختلف را فراهم کرد. [۱۳] قانون کار راه‌آهن (۱۹۲۶) کارفرمایان را مجبور به جمع‌آوری معامله با اتحادیه‌ها کردند.
در سال ۱۹۳۱، دیوان عالی، در مورد تگزاس و N.O.R. شرکت v. اخوان کارکنان راه‌آهن، ممنوعیت عمل دخالت کارفرمایان در انتخاب نمایندگان چانهزنی را تأیید کرد. [۱۳] در سال ۱۹۶۲، رئیس‌جمهور کندی، دستور اجرایی را به اتحادیه‌های کارکنان دولتی امضا کرد که حق همکاری با سازمان‌های دولتی فدرال را دارند. [۱۳]
دفتر استانداردهای مدیریت کار، که بخشی از وزارت کار ایالات متحده است، برای جمع‌آوری تمام موافقت نامه‌های مربوط به توافق‌نامه‌های جمعی که شامل ۱۰۰۰ یا بیشتر کارگر، به استثنای راه‌آهن و خطوط هوایی است، جمع‌آوری می‌شود. آن‌ها از طریق وب سایت خود دسترسی عمومی به این مجموعه‌ها را فراهم می‌کنند.

## سوئد
در سوئد پوشش توافقات جمعی بسیار زیاد است، علی‌رغم عدم وجود سازوکار قانونی برای گسترش موافقت نامه‌ها به صنایع کل. در سال ۲۰۱۶، ۸۴ درصد از تمام کارکنان بخش خصوصی تحت پوشش توافقنامه‌های جمعی، ۱۰۰ درصد از کارکنان بخش عمومی و در همه ۹۰ درصد (با اشاره به کل بازار کار) [۱۵] این نشان دهنده تسلط خود تنظیم (تنظیم توسط احزاب بازار کار خود) بر تنظیمات دولت در روابط صنعتی سوئد است.